# آیریش چنل (نیو اورلئان)
آیریش چنل (به انگلیسی: Irish Channel) یک منطقهٔ مسکونی در ایالات متحده آمریکا است که در لوئیزیانا واقع شده‌است. آیریش چنل ۱٬۹۰۷ نفر جمعیت دارد و ۲٫۱۳ متر بالاتر از سطح دریا واقع شده‌است.